# Marco Pilato
Marco Pilato (Bologna, 14 aprile 1973) è un ex calciatore italiano, di ruolo portiere.

## Carriera
Cresciuto calcisticamente nel settore giovanile del Sasso Marconi, vieve prelevato dal Bologna,dove partito come terzo portiere dietro a Nello Cusin e Gianluigi Valleriani, arrivò giovanissimo ad essere titolare durante le ultime 6 giornate del campionato di Serie A 1990-1991, a causa di infortuni e prestazioni non esaltanti degli altri due portieri. Il suo esordio coincise con il suo diciottesimo compleanno, nella partita Bologna-Parma (1-3) del 14 aprile 1991.
Nelle stagioni successive venne ceduto in prestito in Serie C2, prima al Trento e poi alla Centese.
A fine carriera ha giocato nei campionati dilettantistici di Promozione e di Eccellenza con la maglia del Sasso Marconi e del Calderara, ricoprendo il ruolo di difensore.